# Кріс Поланд
Кріс Поланд (англ. Chris Poland);нар. 1 грудня 1957) — американський музикант, найбільш відомий як гітарист треш-метал гурту Megadeth.

## Біографія
Поланд почав грати на сцені ще з часів школи — в гурті Welkin, що грає джаз-ф'южн. Переїхавши в Лос-Анджелес в 1977 році він стає гітаристом гурту New Yorkers, в якому грав аж до 1982 року. Окрім нього в складі були: Робертіно Пагліарі (бас-гітара), Гар Самуельсон (ударні), Стю Самуельсон (гітара) та Дон Ропер (саксофон). Гурт досяг певної слави на сцені Лос-Анджелеса, але найбільшу популярність Поланд отримав, граючи в треш-метал гуртові Megadeth з 1984 по 1987 роки.
Разом з Megadeth Кріс записав два альбоми: Killing Is My Business... and Business Is Good!, Peace Sells… but Who's Buying?, але був звільнений після шоу на Гаваях (разом з ударником Гаром Самуельсоном) за підозрою в продажу обладнання гурту для покупки героїну. Після цього Поланд та фронтмен Megadeth Дейв Мастейн мали неприязнь один до одного і не спілкувалися. Дейв навіть написав пісню «Liar», звернену до нього. Але для всіх стало сюрпризом, коли в 2004 році Мастейн запросив Кріса записати гітарні соло для альбому The System Has Failed. Ворожнеча між музикантами закінчилася і ім'я Поланда з'явилося в списку учасників запису альбому.
Після відходу з гурту Поланд успішно вилікувався від наркозалежності та приєднався до панк-рок легенди Circle Jerks як бас-гітарист.
У музиканта розірвані сухожилля вказівного пальця лівої руки, що розвинуло надзвичайну гнучкість та здатність дотягуватися до більш далеких ладів гітари, ніж при здоровій кисті.
Кріс записав свій сольний альбом Return to Metalopolis в 1990 році.

## Дискографія
| Megadeth - Killing Is My Business... and Business Is Good! (1985) - Peace Sells... But Who's Buying? (1986) - Capitol Punishment: The Megadeth Years (2000) - Rust in Peace: Remastered Re-release (2004) - The System Has Failed (2004) - Back to the Start (2005) - Warchest (2007) Сольні альбоми - Return to Metalopolis (1990) - Chasing The Sun (2000) - Rare Trax (2000) - Return to Metalopolis — Live (2007) Damn the Machine - Damn the Machine (1993) |  | Mumbo's Brain - Excerpts From The Book Of Mumbo (1995) OHM - OHM (2003) - "Live" On KPFK 90.7 FM (2004) - Amino Acid Flashback (2005) - Live At the New Brookland Tavern DVD (2006) - Circus of Sound (2008) OHMphrey - OHMphrey (2009) Інші релізи - Lamb of God — As the Palaces Burn (2003) - Lamb of God — Ashes of the Wake (2004) - Джефф Луміс — Plains of Oblivion (2012) |